# Universidade Politécnica de Madrid
A Universidade Politécnica de Madrid (UPM) é uma universidade pública fundada em 1971 para agrupar diversos centros universitários de ensino técnico superior. Possui mais de 36.543 alunos.